# Кампанія з надання Нізамі статусу національного азербайджанського поета

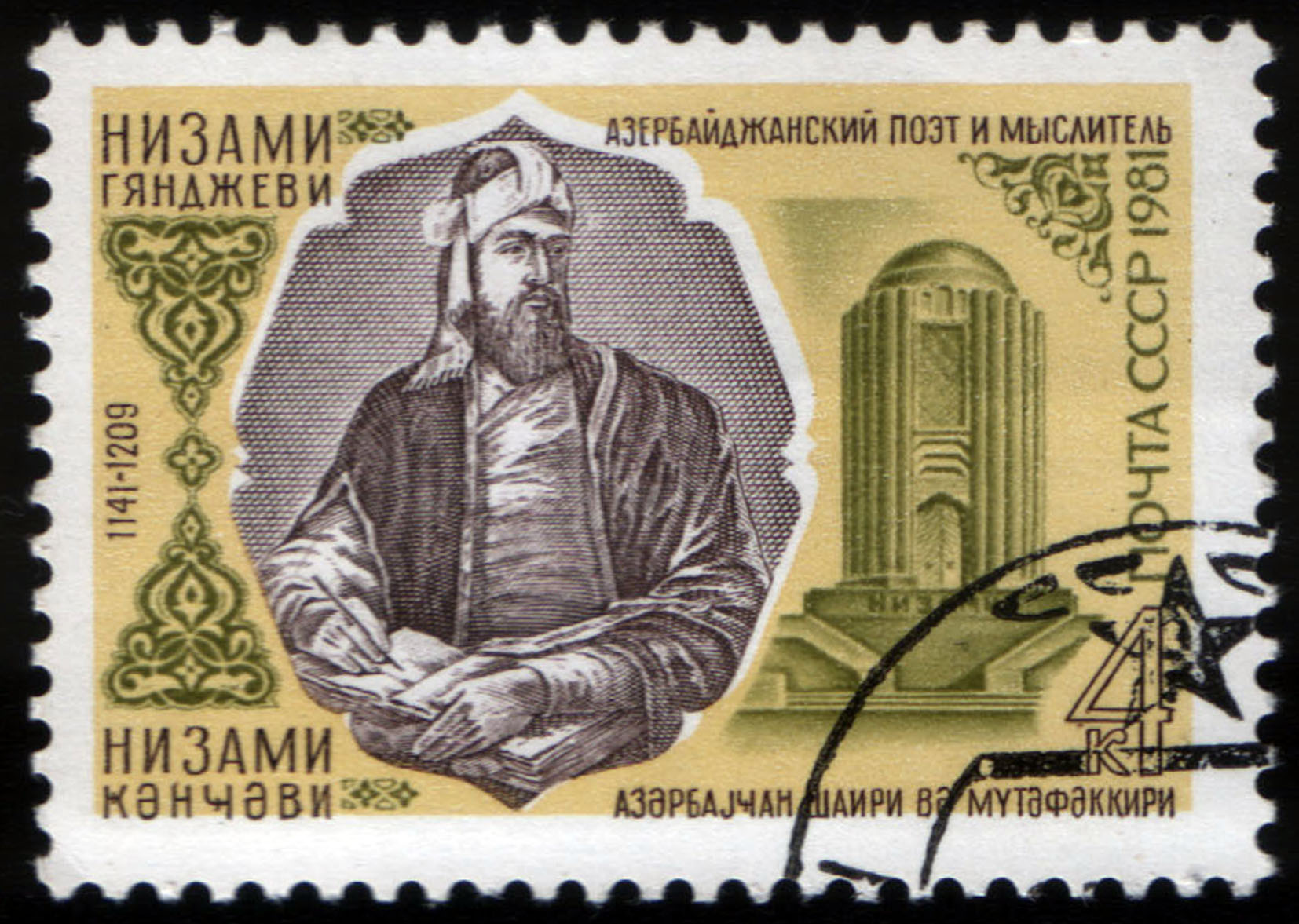
Поштова марка СРСР, присвячена «азербайджанському поетові і мислителю Нізамі Гянджеві», 1981, 4 коп. (ЦФА 5197, Скотт 4949)

Кампанія по наданню Нізамі статусу національного азербайджанського поета (використовується також термін «азербайджанізація Нізамі») — ідеологічно і політично мотивований перегляд національно-культурної приналежності класика перської поезії Нізамі Гянджеві, що почався в СРСР наприкінці 1930-х років і приурочений до святкування 800-річчя поета. Кампанія увінчалася ювілейними урочистостями 1947, однак наслідки її продовжують позначатися і понині: з одного боку, у виграші опинилися багато культур багатонаціонального Радянського Союзу і, в першу чергу, азербайджанська культура, з іншого ж — це призвело до надзвичайної політизації питання щодо культурно-національної ідентичності Нізамі в СРСР і сучасному Азербайджані .